# Francolí de collar
El francolí de collar (Scleroptila streptophora) és una espècie d'ocell de la família dels fasiànids (Phasianidae) que habita praderies i matolls de les muntanyes del sud-oest de Camerun, nord de la República Centreafricana, Ruanda, Burundi, Uganda, oest de Kenya i nord-oest de Tanzània.